# Cleansing
Cleansing è il quarto album in studio del gruppo musicale statunitense Prong, pubblicato nel 1994 dalla Epic Records.

## Tracce
1. Another Worldly Device – 3:23
2. Whose Fist Is This Anyway? – 4:42
3. Snap Your Fingers, Snap Your Neck – 4:11
4. Cut-Rate – 4:52
5. Broken Peace – 6:11
6. One Outnumbered – 4:58
7. Out of This Misery – 4:25
8. No Question – 4:17
9. Not of This Earth – 6:25
10. Home Rule – 3:57
11. Sublime – 3:53
12. Test – 6:40

## Formazione
- Tommy Victor - voce, chitarra
- Paul Raven - basso
- Ted Parsons - batteria
- John Bechdel - tastiere